# Amauromyza
Amauromyza este un gen de muște din familia Agromyzidae.

## Specii[1]
- Amauromyza abnormalis
- Amauromyza acuta
- Amauromyza albidohalterata
- Amauromyza aliena
- Amauromyza angulicornis
- Amauromyza anomala
- Amauromyza auriceps
- Amauromyza balcanica
- Amauromyza belamcandae
- Amauromyza bifida
- Amauromyza boliviensis
- Amauromyza caliginosa
- Amauromyza carlinae
- Amauromyza chamaebalani
- Amauromyza chenopodivora
- Amauromyza clinopodii
- Amauromyza confondata
- Amauromyza elaeagni
- Amauromyza elsinorensis
- Amauromyza flavida
- Amauromyza flavifrons
- Amauromyza fuscibasis
- Amauromyza gigantissima
- Amauromyza gyrans
- Amauromyza indecisa
- Amauromyza insularis
- Amauromyza karli
- Amauromyza knowltoni
- Amauromyza labiatarum
- Amauromyza lamii
- Amauromyza lathyroides
- Amauromyza leonuri
- Amauromyza lucens
- Amauromyza luteiceps
- Amauromyza maculosa
- Amauromyza madrilena
- Amauromyza maltensis
- Amauromyza meridionalis
- Amauromyza mihalyii
- Amauromyza monfalconensis
- Amauromyza morionella
- Amauromyza nevadensis
- Amauromyza nigripennis
- Amauromyza nipponensis
- Amauromyza obscura
- Amauromyza papuensis
- Amauromyza plectranthi
- Amauromyza pleuralis
- Amauromyza pterocaula
- Amauromyza queenslandica
- Amauromyza ranchograndensis
- Amauromyza remus
- Amauromyza riparia
- Amauromyza romulus
- Amauromyza schusteri
- Amauromyza scleritica
- Amauromyza shepherdiae
- Amauromyza soosi
- Amauromyza stroblii
- Amauromyza subinfumata
- Amauromyza triseta
- Amauromyza verbasci